# Mansa Muça
Muça I (fl. c. 1312 - c. 1337), comumente referido como Mansa Muça, foi o nono mansa, que se traduz como "rei dos reis" ou "imperador", do Império do Mali, além de ser reconhecido como o homem mais rico da história nos últimos mil anos, conforme estudo publicado em 2012 e que procedeu à atualização monetária dos valores, onde Muça teria uma fortuna estimada, naquele ano, de quatrocentos bilhões de dólares. No momento da ascensão de Muça ao trono, o Império do Mali consistia nos territórios anteriormente pertencentes ao Império do Gana e Mali; e áreas circundantes. Muça obteve muitos títulos, incluindo Emir do Mali; Senhor das Minas dos Uangaras; e conquistador de Ganata, Futa Jalom e pelo menos outra dúzia de estados.

## Nomenclatura
Muça foi referido por uma grande variedade de nomes alternativos; e é mais comumente encontrado como Muça em manuscritos ocidentais e na literatura. Seu nome também aparece como Cancu Muça, Mansa Cancam Muça ou Cancu que significa "Muça, filho de Cacu", onde Cacu é o nome de sua mãe. Outras alternativas continuam como Cancam Muça Mali-koy, Muça Gonga e o Leão do Mali.

## Linhagem e ascensão ao trono
O que se sabe sobre os reis do Império do Mali é contado a partir dos escritos de estudiosos árabes, incluindo Alumari, Abu Otomão Saíde Alducali, ibne Caldune, e ibne Batuta. Segundo a história abrangente de ibne Caldune dos reis do Mali, o avô de Muça foi Abu Becre (o equivalente árabe para Bacari ou Bugari), um irmão de Sundiata Queita, o fundador do Império do Mali. Como registrado Muça chegou ao trono através da prática de nomear um vice-rei enquanto o rei se encontra em peregrinação a Meca ou algum outro 'empreendimento', e mais tarde é nomeado como herdeiro legítimo. De acordo com fontes primárias, o rei anterior embarcou em uma expedição para explorar os limites do oceano Atlântico e nunca mais voltou. O estudioso árabe-egípcio Alumari cita Muça da seguinte forma: 
O governante que me precedeu não acreditava que era impossível alcançar a extremidade do oceano que circunda a Terra (ou seja, o Atlântico). Ele queria chegar a esse (final) e estava determinado a prosseguir o seu plano. Assim, ele equipou 200 barcos cheios de homens, e muitos outros cheios de água, ouro e provisões suficientes para vários anos. Ele ordenou ao capitão não voltar até que eles chegassem do outro lado do oceano, ou até que ele tivesse esgotado as disposições e água. Então eles partiram em sua jornada. Eles estavam a deriva por um longo período, e, por fim apenas um barco retornou. Quando questionado o capitão respondeu: 'O Príncipe, navegamos por um longo período, até que vimos no meio do oceano um grande rio que flui de forma maciça. Meu barco foi o último, outros foram antes de mim, e eles foram afogados num grande redemoinho e nunca mais saíram de novo. Eu naveguei de volta para escapar da corrente. " Mas o sultão não iria acreditar nele. Ele ordenou que dois mil barcos de estar preparados para ele e seus homens, e mais mil para a água e provisões. Em seguida, ele conferiu a regência de mim para o termo da sua ausência, e partiu com seus homens, para nunca mais voltar, nem para dar um sinal de vida.— Muça

## Peregrinação a Meca

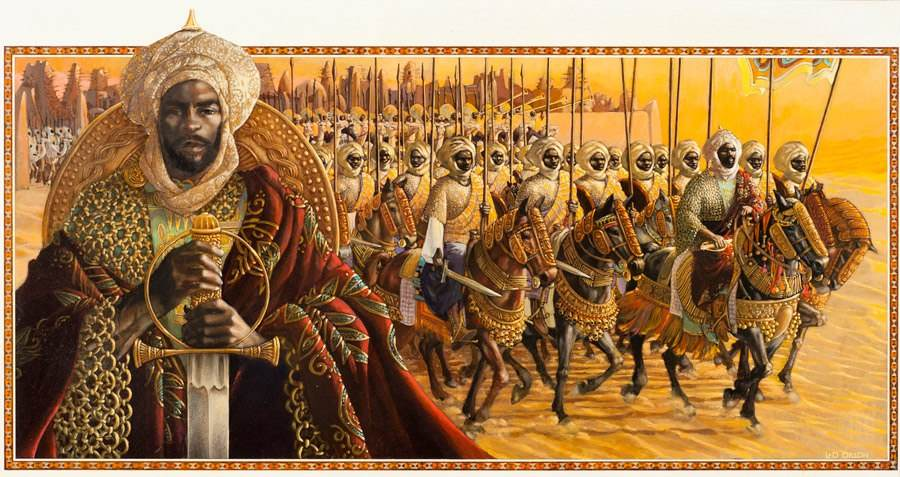
Peregrinação de Mansa Muça

Muça fez a sua peregrinação em 1324, relatou que sua procissão incluía 60 000 homens, 12 000 escravos negros, todos vestidos de seda que traziam vasos com ouro, cavalos e sacos. Muça forneceu todas as necessidades para a procissão, alimentando toda a companhia de homens e animais. Também havia 80 camelos, que carregavam entre 50 e 300 quilos de pó de ouro cada. Muça não só deu ouro para as cidades que passava a caminho de Meca, incluindo o Cairo e Medina, mas também negociou ouro por lembranças. Além disso, foi registrado que ele construiu uma mesquita da sexta-feira todos os dias, depois a destruiu. 
A jornada de Muça foi documentada por diversas testemunhas oculares ao longo de sua rota, que estavam no temor de sua riqueza e procissão extenso, e existem registros de várias fontes, incluindo jornais, relatos orais e histórias. Muça é conhecido por ter visitado com o sultão mameluco al-Nácer Maomé do Egito, em julho de 1324.
Sua Haje é uma das mais lembradas da História, durante o qual ele parou no Egito e deu tanto ouro que a economia egípcia foi arruinada por 20 anos. Muça foi o neto de Sundiata Queita, que foi o fundador do Império de Mali. O seu reinado de 25 anos (1312–1337) é descrito como "a idade de ouro do império de Mali" (Levztion 66). Enquanto Sundiata focou na construção de um império malinquê, Muça desenvolveu sua prática islâmica. Ele realizou sua Haje em 1324. De acordo com Levztion, a viagem por toda a África a Meca levou mais de um ano. Muça viajou ao longo do Rio Níger a Mema, em seguida, para Ualata, em seguida, através Tagaza e sobre a Tuat, que foi um centro de comércio na África central. Tuate atraiu comerciantes de tão longe como Maiorca e Egito e seus moradores incluídos os judeus, assim como os muçulmanos.
Quando ele chegou ao Egito, Muça acampou perto das Pirâmides por três dias. Ele, então, enviou um presente de 50 000 dinares ao sultão do Egito, no Cairo, antes de se decidir por três meses. O sultão lhe emprestou seu palácio para o verão e se certificou de que sua comitiva fosse muito bem tratada. Muça deu milhares de dinares de ouro, e os comerciantes egípcios aproveitaram cobrando cinco vezes o preço normal pelos seus bens. O valor do ouro no Egito diminuiu para menos de 25 por cento. Até o momento Muça retornou ao Cairo a partir de Haje, no entanto, tinha acabado de dinheiro e teve que pedir emprestado aos mercadores locais egípcios.
Enquanto Muça foi devoto, ele não era um asceta. Seu poder imperial foi amplamente respeitado, e ele era temido por toda a África. Ibne Batuta relatou que Muça esperou a etiqueta tradicional de reverência a serem executadas para ele, como para qualquer outro rei. Estes incluíram uma demonstração de submissão perante o rei. Pessoas que saudaram tiveram de se ajoelhar e mesmo no Cairo, Muça foi saudado por seus súditos da maneira tradicional. "Ninguém foi autorizado a aparecer em presença do rei com suas sandálias. Ninguém foi autorizado a espirrar na presença do rei, e quando o próprio rei espirrou, os presentes batem em seus peitos com as mãos ".
Outro costume era que o rei nunca daria ordens pessoalmente. Ele passava instruções a um porta-voz, que então transmitia suas palavras. Ele nunca escreveu nada de si mesmo e pediu a seus escribas para montar um livro, que ele então enviou para o sultão do Egito. No entanto, Muça teve que enfrentar o seu próprio teste de humildade, porque era necessário, ao cumprimentar o sultão, para beijar o chão. Este foi um ato que Muça não conseguia executar. Ibne Alfadle Alá Alumari, que passou um tempo com Muça, no Egito, relata que Muça tinha feito muitas desculpas antes que ele pudesse ser convencido a entrar na quadra do sultão. No final, ele fez um compromisso, anunciando que se ele tivesse de prostrar-se ao entrar no tribunal, seria apenas perante Deus, e isso ele fez.
Muça ficou em uma longa tradição de reis do Oeste Africano que tinham feito a peregrinação a Meca e, como seus antecessores, ele viajou em grande estilo. Ibne Batuta registrou a exibição de riqueza, que incluiu uma grande presença de guarda-costas, dignitários, cavalos selados, e bandeiras coloridas. Ele viajou com sua esposa sênior, Inari Kunate, que trouxe com ela 500 servas. A mulher mais velha também foi respeitada e temida, e governantes de diferentes cidades prestaram suas homenagens a ela. No entanto, ibne Batuta registrado que no tribunal Muça, a xaria foi bastante informal, praticado em matéria de casamento. Ele registra que ibne Amir Hájibe, um membro da corte mameluco, observou como Muça rigorosamente observou a oração do Alcorão, mas manteve "o costume de que, se um de seus súditos tivesse uma linda filha, ele a levou para o cama do rei sem casamento. "ibne Amir Hájibe informou a Muça que isso não era permitido sob a lei islâmica, à qual Muça respondeu:" Nem mesmo aos reis? "ibne Amir Hájibe disse:" Nem mesmo aos reis. "Doravante Muça absteve-se a partir da prática.
O Haje de Muça teve um impacto significativo no desenvolvimento do Islã no Mali e na percepção do Mali em toda a África e na Europa. Mais tarde, foi acompanhada de volta para Mali por um arquiteto de Al-Andalus, que foi pago para construir uma mesquita em Tombuctu. Ele também convidou a Mali quatro descendentes do Profeta, para que o país de Mali fosse "abençoado por suas pegadas. "De acordo com Levtzion, peregrinação Muça é registrada em várias fontes, tanto muçulmanos e não-muçulmanos e de ambos na África Ocidental e do Egito. Mali também apareceu nos mapas dos judeus e cristãos na Europa. Em Mali, Muça é conhecido pela construção de mesquitas e convite de estudiosos islâmicos de todo o mundo muçulmano em seu império.

### Impactos econômicos da peregrinação
Estima-se que Mansa Muça acumulava sozinho entre 25% a 30% de todo o PIB global de sua era.  Ao longo de sua peregrinação Muça fez diversas doações vultuosas aos pobres que cruzavam seu caminho. Durante a jornada, o rei fez uma parada na cidade de Cairo, no Egito, e decidiu fazer doações substanciais do ouro que carregava consigo. A quantidade de ouro doada foi tamanha que gerou inflação e reduziu o preço do metal a 25% de seu valor original, levando a economia da região ao colapso. O país levou  cerca de 12 anos para que toda a economia pudesse voltar ao normal.

## Reinado posterior
Durante sua viagem de regresso de Meca em 1325, Muça ouviu a notícia de que seu exército recapturou Gao. Sagmandia, um de seus generais, liderou o ataque. A cidade de Gao tinha sido centro do império desde antes do Reinado de Sakura e foi um importante, embora houvesse rebeliões, centro de comércio. Muça fez um desvio e visitou a cidade onde ele recebeu, como reféns, os dois filhos do rei de Gao, Ali Colom e Nar Suleimão. Ele voltou a Niani com os dois rapazes e, mais tarde os educou em sua corte. Quando Muça retornou, ele trouxe de volta muitos estudiosos árabes e arquitetos.

### Construção do Mali
Muça embarcou em um programa de construção de grande porte, elevando mesquitas e madraças em Tombuctu e Gao. O mais famoso dos antigos centros de aprendizagem Sancoré foi construída durante o seu reinado. Em Niani, ele construiu o Salão de Audiências, um edifício comunicados por uma porta interior do palácio real. Foi "um monumento admirável" sobreposto por uma cúpula, adornado com arabescos de cores marcantes. As janelas do andar superior foram revestida com madeira e enquadradas em folha de prata, os de um piso inferior foram revestida com madeira, moldado em ouro. Como a Grande Mesquita, uma estrutura contemporânea e grandiosa em Tombuctu, o Salão foi construído de pedra cortada.
Durante este período, houve um nível avançado de vida urbana nos grandes centros do Mali. Sergio Domian, uma artista italiano e estudioso de arquitetura, escreveu o seguinte sobre esse período: "Assim foi colocada a fundação de uma civilização urbana no auge do seu poder, Mali tinha pelo menos 400 cidades e o Delta do Níger foi muito densamente povoado."

### Influência em Tombuctu
Está registrado que Muça percorreu as cidades de Tombuctu e Gao em sua peregrinação para Meca, e fez-lhes parte de seu império quando ele retornou em torno de 1325. Ele trouxe arquitetos a partir de Alandalus, uma região na Espanha, e no Cairo para construir seu  grande palácio em Tombuctu e a grande Mesquita Djinguereber que existem ainda hoje.
Tombuctu logo se tornou um centro de comércio, cultura e islamismo; mercados trouxeram comerciantes da Nigéria, Egito e outros reinos africanos, uma universidade foi fundada na cidade (bem como nas cidades do Mali em Jené e Segu), e o Islã se espalhou através dos mercados e da universidade, fazendo Tombuctu uma nova área para bolsa de estudos islâmica. Notícias da riqueza da cidade do Império do Mali, viajaram por todo o Mediterrâneo ao sul da Europa, onde os comerciantes a partir de Veneza, Granada, e Gênova logo acrescentaram Tombuctu aos seus mapas para o comércio de bens manufaturados por ouro.
A notícia da riqueza e influência de Muça só se espalhou para além da África após sua viagem a Meca. Contos de seu enorme comboio e generosidade continuaram a ser transmitidos muito depois de sua morte, que se acredita ter ocorrido em algum momento entre 1332 e 1337. No final do século 14, Muça havia sido desenhado no Atlas Catalão de 1375, um recurso importante para navegadores da Europa Medieval. Criado pelo cartógrafo espanhol Abraão Cresques, o atlas representava Musa sentado em um trono com um cetro e uma coroa de ouro, segurando uma pepita de ouro.
A Universidade de Sancoré em Tombuctu foi recomposta sob o reinado de Muça, com juristas, os astrônomos e matemáticos. A universidade se tornou um centro de aprendizagem e cultura, atraindo estudiosos muçulmanos de toda África e do Oriente Médio para Tombuctu.
Em 1330, o reino de Mossi invadiu e conquistou a cidade de Tombuctu. Gao já havia sido capturada pelo general Muça, que rapidamente recuperou Tombuctu e construiu uma forte muralha de pedra, e colocou um exército permanente, para proteger a cidade dos futuros invasores.
No final do reinado de Mansa Muça, a Universidade de Sancoré foi convertida em uma universidade totalmente equipada com as maiores coleções de livros da África desde a Biblioteca de Alexandria. A Universidade de Sancoré tinha capacidade para 25.000 alunos e tinha uma das maiores bibliotecas do mundo, com cerca de 1.000.000 de manuscritos.

### Morte
A morte de Muça é altamente debatida entre os historiadores modernos e estudiosos árabes que registraram a história do Mali. Quando comparado com os reinados de seus sucessores, Mansa Magam (r. 1337–1341) e irmão mais velho Mansa Solimão (r. 1336–1360), o reinado de Muça foi de 25 anos, a data calculada de a morte é 1332. Outros registros declararam que Muça planejou abdicar do trono a seu filho Magam, mas ele morreu logo depois que ele retornou de Meca em 1325 Além disso, de acordo com uma conta de ibne Caldune, Muça estava vivo quando a cidade de Tremecém na Argélia foi conquistada em 1337, quando ele enviou um representante para a Argélia para felicitar os vencedores, por sua vitória  A data mais provável é 1337. Está registrado que Mansa Muça morreu por volta desse ano e reinou por 25 anos, o que significa que teria sido coroado por volta de 1312. Quando chegou ao Cairo a caminho de Meca em julho de 1324, várias fontes o descreveram como “um jovem bonito, de pele morena, com um rosto agradável e bela aparência”.